# Reinhard Jirgl
Reinhard Jirgl, né le 16 janvier 1953 à Berlin-Est, est un écrivain allemand. Il a obtenu en Allemagne plusieurs récompenses prestigieuses comme le Prix Alfred Döblin en 1993 et le Prix Georg-Büchner en 2010.

## Biographie
Reinhard Jirgl, après une enfance chez sa grand-mère dans l'Altmark, à Salzwedel dans le Land de Saxe-Anhalt, revient en 1964 à Berlin où ses parents sont tous les deux interprètes. Il reçoit une formation d'électromécanicien puis suit des cours du soir et obtient en 1975 le diplôme d'ingénieur en électronique. Travaillant dans les services techniques d'un journal berlinois depuis 1978, il écrit ses premiers textes dont la censure est-allemande empêche la parution. C'est après la réunification de l'Allemagne que commence en 1990 la publication de ses œuvres avec Mutter Vater Roman, ce qui lui permet de choisir en 1996 de vivre de sa plume.
Il est l'auteur d'une dizaine de romans qui commencent à être traduits en français et publiés par les éditions Quidam : en 2007 Les Inachevés (Die Unvollendeten, 2003), en octobre 2010 Renégat, roman du temps nerveux (Abtrünnig. Roman aus der nervösen Zeit, 2005) et en octobre 2016 Le Silence (Die Stille, 2009).
Il est élu membre de l'Académie des arts de Berlin en 2006.
Les textes de Reinhard Jirgl sont réputés difficiles : ils montrent des personnages hantés par la destruction, la peur et la haine, dans des cadres historiques marqués par la violence des différents pouvoirs. La narration en strates crée une tension extrême en multipliant les points de vue dans une mise en page en constante recherche formelle.